# Herr und Frau Bulle: Tod im Kiez
Tod im Kiez ist ein deutscher Fernsehfilm von Till Franzen aus dem Jahr 2018. Es handelt sich um den Pilotfilm der Kriminalfilmreihe Herr und Frau Bulle.

## Handlung
Kriminalhauptkommissarin Yvonne Wills und ihr Mann, der Fallanalytiker Heiko, trennen eigentlich strikt Berufliches und Privates. Bei einem Privatbesuch in einem Club, der einen Tangoabend veranstaltet, wollen sich die zwei schöne Stunden der Zweisamkeit gönnen, werden aber von ihrem Alltag eingeholt. Eine Tote wird unter dem Deckel eines Flügels gefunden. Der Kriminaldirektor Pede, der Vorgesetzte von Yvonne Wills, beschließt, dass das Ehepaar, da sie nun schon beide da sind, den Fall gemeinsam übernehmen soll. An den Ermittlungen sind außerdem der junge Kommissar Kevin Lukowski und Heikos Assistentin Diane Springer beteiligt.
Das Ermittlungsquartett findet heraus, dass das Opfer eine Prostituierte war und sie mittels eines Stromkabels stranguliert wurde. Zudem hatte sie sich offensichtlich einer Intim-Operation unterzogen und war früher ein Mann. Unter Verdacht gerät der Clubbesitzer René Schober, der seinerseits andere beschuldigt, ihm die Leiche untergeschoben zu haben. Schon bald werden weitere Leichen im Kiez um die Potsdamer Straße aufgefunden, die mit dem gleichen Kabel erdrosselt wurden, wie das erste Opfer. Für Fallanalytiker Heiko Wills kommt daher nur ein Revierkampf als Motiv der Morde in Frage. Nach seinen Recherchen hat ein dänischer Investor vor kurzem einen Wohnblock gekauft, der in unmittelbarer Nähe des Kiezes liegt und um diese Wohngegend für seine Mieter attraktiver zu machen, dürfte ihm daran gelegen sein die Nutten, Junkies und Obdachloses aus der Gegend zu vertreiben. Daher erfolgten die Morde an dieser Bevölkerungsschicht. Yvonne Wills war diesem Investor bereits begegnet und nimmt Vidar Tucson ins Verhör, doch kann sie ihm zunächst nichts nachweisen. Heiko Wills sieht Anzeichen dafür, dass es auch um das Drogengeschäft geht und hofft auf einen Fehler das Dänen. Den begeht er, als er sich mit Yvonne Wills Patenonkel Mike und dessen Sohn Enrico anlegt, die im Drogengeschäft aktiv sind. Im Zuge einer finalen Auseinandersetzung kann die Polizei eingreifen und Tucson sowie seine Auftragskiller festnehmen.

## Hintergrund
Der Film wurde unter dem Arbeitstitel Die Toten vom Bülowbogen vom 20. Februar 2018 bis zum 22. März 2018 in Berlin und Umgebung gedreht und am 17. November 2018 um 20:15 Uhr im ZDF erstausgestrahlt.

## Kritik
Rainer Tittelbach von Tittelbach.tv schrieb: „In der neuen ZDF-Samstagskrimi-Reihe ‚Herr und Frau Bulle‘ bekommen es eine Unterwelt-erfahrene Kommissarin und ihr Profiler-Gatte mit dem Berliner Problembezirk zu tun. Ist ist die Ehepaar-Idee mit Hund als Kindersatz prinzipiell gut und ausbaufähig, so wirkt doch die Ausführung in der Auftakt-Episode abgeschmackt und teilweise geradezu lächerlich. Hier wird alles vermeintlich Erfolgversprechende in 90 Minuten zusammengequirlt. Der Plot wirkt ausgedacht, die Ausführung ist bemüht und ohne Raffinesse gestaltet. Narrative Dichte, zweite Ebenen, intelligent pointierte Dialoge – alles Fehlanzeige! Alice Dwyer und Johann von Bülow hätten wahrlich einen besseren Start verdient.“
Für Evangelisch.de wertete Tilmann P. Gangloff: „‚Herr und Frau Bulle‘: Das klingt nach Komödie. Die Story ist jedoch knallhart: Eine Mordserie sorgt in Berlins Halb- und Unterwelt für große Unruhe, denn die strangulierten Opfer werden öffentlich ausgestellt; hier will offensichtlich jemand unübersehbare Zeichen setzen.“ „Nervenkitzel kommt zwar […] kaum auf, nicht mal zum Finale, als sich alle Beteiligten gegenseitig Pistolen an die Köpfe halten, aber das war offenbar auch nicht das Ziel. Dafür gibt es einige originelle Einfälle.“
Für die Kritiker der Fernsehzeitschrift TV Spielfilm war Tod im Kiez ein „Launiges Debüt mit Würze und interessanten Figuren“. Sie bewerteten den Film mit dem Daumen nach oben.